# Eublepharidae
Eublepharidae zijn een familie van hagedissen die behoren tot de infraorde gekko's (Gekkota).

## Naam en indeling
De wetenschappelijke naam van de groep werd voor het eerst voorgesteld door George Albert Boulenger in 1883. In een vroegere indeling werd de familie als een onderfamilie van de familie gekko's (Gekkonidae) gezien, maar tegenwoordig wordt de groep als een aparte familie erkend.
Er zijn 44 soorten die verdeeld zijn in zes geslachten. Eén geslacht is monotypisch en wordt slechts door een enkele soort vertegenwoordigd.

## Verspreiding en habitat
De hagedissen komen voor in delen van Afrika, Azië, Noord- en Midden-Amerika en het Midden-Oosten. De meeste soorten leven in vochtige tropische en subtropische laaglandbossen, rotsige omgevingen en verschillende soorten scrublands. Slechts weinig soorten leven in door de mens aangepaste streken.

## Beschermingsstatus
Door de internationale natuurbeschermingsorganisatie IUCN is aan 37 soorten een beschermingsstatus toegewezen. Zeventien soorten worden beschouwd als 'veilig' (Least Concern of LC), drie soorten als 'onzeker' (Data Deficient of DD), drie soorten als 'kwetsbaar' (Vulnerable of VU) en een als 'gevoelig' (Near Threatened of NT). Negen soorten staan te boek als 'bedreigd' (Endangered of EN) en drie soorten worden gezien als 'ernstig bedreigd' (Critically Endangered of CR).

## Taxonomie
Tot de Eublepharidae worden de volgende geslachten gerekend, met de auteur, het soortenaantal en het verspreidingsgebied.
| Naam             | Auteur          | Aantal soorten | Verspreidingsgebied |
| ---------------- | --------------- | -------------- | --- |
| Aeluroscalabotes | Günther, 1864   | 1              | Azië; Indonesië, Maleisië, Singapore, Thailand en Vietnam |
| Coleonyx         | Gray, 1845      | 8              | Noord- en Midden-Amerika; El Salvador, Honduras, Nicaragua, Costa Rica, Guatemala, Mexico, Belize en de Verenigde Staten                                             |
| Eublepharis      | Gray, 1827      | 6              | Azië en het Midden-Oosten; Afghanistan, Pakistan, India, Nepal, Iran, Rusland, Kirgizië, Turkmenistan, Bangladesh, Irak en Syrië, mogelijk in Turkije                |
| Goniurosaurus    | Barbour, 1908   | 25             | Azië; China, Japan en Vietnam |
| Hemitheconyx     | Stejneger, 1893 | 2              | Afrika; Kameroen, Somalië, Ethiopië, Nigeria, Senegal, Togo, Mali, Ivoorkust, Gambia, Benin, Burkina Faso, Niger, Guinee, mogelijk in Ghana, Liberia en Sierra Leone |
| Holodactylus     | Boettger, 1893  | 2              | Afrika; Ethiopië, Kenia, Somalië en Tanzania |